# Історичний музей Ольтена
Історичний музей Ольтена існує з 1902 року як культурна установа міста Ольтен у кантоні Золотурн, Швейцарія. Він виконує функції регіонального історичного музею й водночас міського історичного музею Ольтена. Він є членом Швейцарської музейної асоціації (VMS), Асоціації музеїв кантону Золотурн та асоціації Museums-PASS-Musées.

## Історія
Музей, заснований громадянами міста за ініціативи міського лікаря Макса фон Аркса, спочатку розміщувався в школі Фроххайм в Ольтені. У 1932 році він переїхав до більшого приміщення в новозбудованій багатофункціональній будівлі, спроєктованій Фріцем фон Нідерхойзерном, в центрі міста на вулиці Конрадштрассе. У тій самій будівлі спочатку також розташовувалися пожежне депо, відділення міських шкіл та офіси міських адміністративних підрозділів.

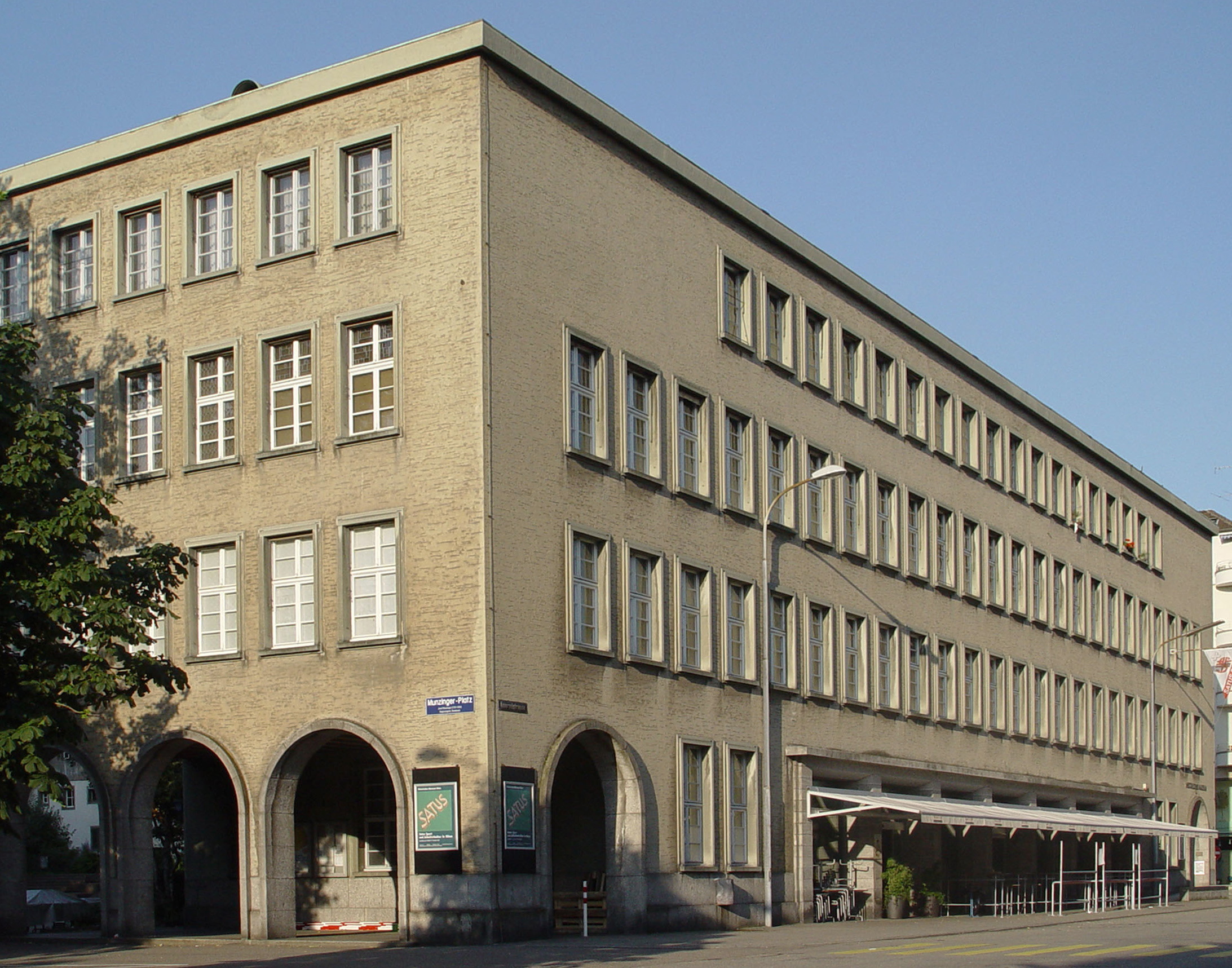
Історичний музей Ольтен, Конрадштрассе, Ольтен

Пізніше музей використовував різні зовнішні сховища для своїх швидко зростаючих колекцій. Культурні цінності, що зберігаються в музеї, надходять від приватних осіб, асоціацій, компаній та урядових установ і документують соціальну та економічну історію регіону Ольтен з часів пізнього Середньовіччя.
Близько 1980 року музей створив сучасні постійні експозиції під керівництвом проєкту Ганса Бруннера та Хуго Шнайдера (для археологічної зони), які були відзначені музейною премією.
З самого початку музей отримував археологічні знахідки, виявлені на будівельних майданчиках в Ольтені в 19-му та 20-му століттях. Серед них численні монети. Музей також сам організував кілька археологічних розкопок, наприклад, невдовзі після 1930 року на руїнах замку Фробург над сусідньою громадою Трімбах. Ця діяльність припинилася після заснування Кантонального археологічного відділу Золотурна (близько 1970 року). Колишній археологічний відділ Історичного музею Ольтена нещодавно перетворився на незалежний Археологічний музей кантону Золотурн, яким керує Кантональний археологічний відділ Золотурна.

## Колекція

### Соціальна історія

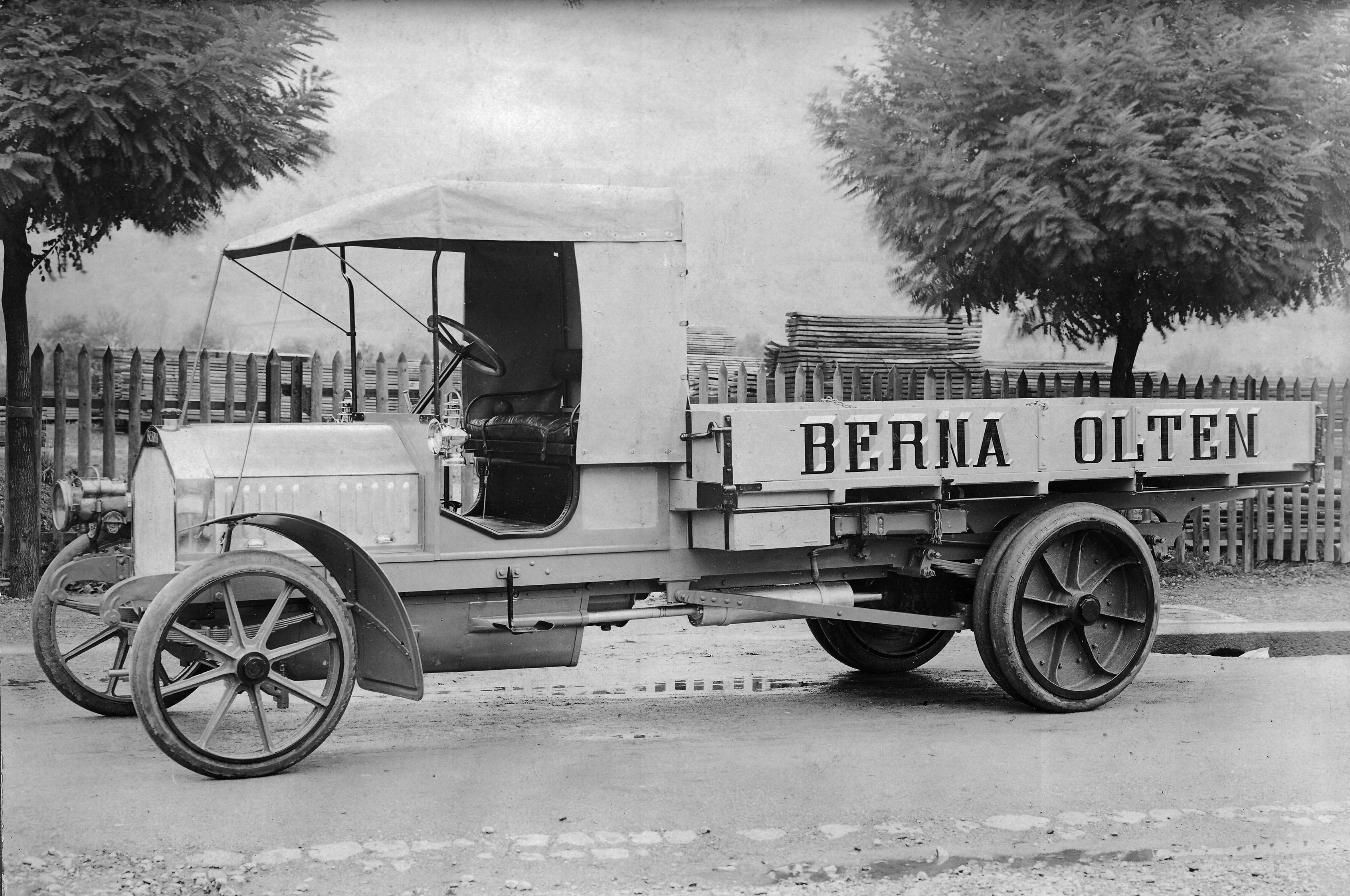
Колекція фотографій: Комерційний автомобіль Berna приблизно 1910 року

Музей володіє великими культурно-історичними колекціями з предметами з історії міста Ольтен та різних муніципалітетів кантону Золотурн, а також кількома тематичними колекційними групами. Колекція зосереджена на демографічній та економічній історії регіону Ольтен. Музейні матеріали зазвичай складаються з предметів з приватних колекцій родин Ольтена, предметів з ремесел та підприємств Ольтена, а також предметів з історії залізниці. Також представлені документи, особисті речі та фотографії залізничного інженера Ніклауса Ріггенбаха, який працював у 19 столітті. Століття, який керував майстернями Швейцарської центральної залізничної компанії в Ольтені, є цінними для технічної історії регіону.

### Історія економіки
З огляду на велике значення економічної та транспортної історії для міста Ольтен, Історичний музей Ольтена зібрав значні колекції промислової спадщини. Прикладами є серії предметів колишньої торгової компанії Usego, виробника комерційних автомобілів Berna (Ольтен), фабрики мийних засобів Sunlight, заснованої англійським виробником Lever Brothers, та PCO Portland Cementwerke Olten AG.

### Культура
Різні спеціальні культурно-історичні колекції доповнюють музейну колекцію, особливо унікальні колекції історичних традиційних ювелірних виробів, кераміки з кантону Золотурн та з іноземних виробничих майданчиків, а також раннє освітлювальне обладнання та велика колекція монет.

### Історія фотографії
З часом музей придбав великі колекції історичної фотографії. Серед них портретні фотографії 19-го та 20-го століть, численні серії промислових фотографій та цілі архіви професійних фотографів з міста Ольтен та кантону Золотурн. Важливими творцями, що поповнили колекцію фотографій, є Еміль Вернер, Пауль Дуз, Фрідріх Ешбахер, Фріц Штюссі, Вернер Рубін, Роланд Шнайдер, Франц Глор та Томас Ледергербер.

## Освіта та просвітництво
Музей щороку організовує спеціальні виставки на історичні теми, присвячені місту Ольтен та кантону Золотурн. Серед найбільших виставок останніх років були::
- Місто Ольтен у Першій світовій війні (2014), проєкт у рамках міжнародної мережі музеїв
- Сучасна архітектура в кантоні Золотурн 1940—1980 (2013)
- Ливарний завод Von Roll (2013)
- Сучасна фотографія на південному схилі Юри (2012)
- Лицарі Юри — Графи Фробурга (2011)
- Образи віри — образи життя. 150 років Євангельської реформатської церковної громади Ольтена (2009)
- Міські пейзажі. Фрідріх Ешбахер та Вернер Рубін (2009)
- Велосипедний рух у краї Ааре (2007)
- Піонери авіації над Борном (2007)
- У пошуках слідів: 100 років швейцарській закупівельній компанії USEGO Union в Ольтені (2007)
- 150 років залізниці в Ольтені (2006)

Музей регулярно публікує праці з історії міста Ольтена, матеріали до спеціальних виставок, а також видання, присвячені його колекціям.
Щорічна програма включає освітні пропозиції для дорослих та молоді, де значну роль відіграють курси навчання фотографії.

## Вебпосилання
- Офіційний вебсайт Історичного музею Ольтена